# Bernd Stolzenberg
Bernd Stolzenberg (* Juli 1943) ist ein deutscher Bauinformatiker.
Bernd Stolzenberg studierte Bauingenieurwesen und war Professor für Bauinformatik an der Universität Kassel. Seit 1974 leitete er das Fachgebiet Bauinformatik des Fachbereichs 14 (Bauingenieurwesen), das im Juli 2000 Mitglied des Instituts für Bauwirtschaft (IBW) wurde. Stolzenberg war ein Jahr Dekan, Mitglied im Direktorium des IBW und zuletzt auch Vorsitzender des Lehre- und Studienausschusses. Im Juni 2008 wurde er emeritiert.
Stolzenberg arbeitete zunächst zu Aspekten des Software Engineerings und der Informationsorganisation von Bauunternehmungen. Später fokussierte er seine Forschung auf Themen wie CAD-Schnittstellen, Produktdatenmanagement und Facilitymanagement. Seine Dienstzeit begann mit Programmen auf Lochkarten und endete mit modernen Entwicklungstools für die Programmierung.

## Schriften
- Methoden und Werkzeuge der Kommunikation und Kooperation im Bauwesen. In: Perspektiven am Beginn des neuen Millenniums: Tagungsband zum Wissenschaftlichen Symposium Bauwirtschaft 2000. Institut für Bauwirtschaft, Universität-Gesamthochschule Kassel, Kassel 2000, ISBN 3932698150, S. 165–186
- Mit Friedrich Kugler: Wie interdisziplinär ist Facility Management? In: Alexander Roßnagel, Ina Rust, Daniela Manger (Hrsg.): Technik verantworten. Interdisziplinäre Beiträge zur Ingenieurpraxis. Festschrift für Hanns-Peter Ekardt zum 65. Geburtstag. Ed. Sigma, Berlin 1999, ISBN 3894044683, S. 403–413